# Dinastia Đinh
A Dinastia Đinh (em vietnamita: triều Đinh; Chữ Hán :朝丁; ou em vietnamita: Nhà Đinh; Chữ Nôm: 茹丁), oficialmente Đại Cồ Việt (Chữ Hán: 大瞿越), foi uma dinastia vietnamita. Foi fundada em 968, quando Đinh Bộ Lĩnh derrotou as Revoltas dos 12 Senhores da Guerra e terminou quando o filho de Đinh Bộ Lĩnh, Đinh Toàn, cedeu o trono a Lê Hoàn em 980.

## História

### Origem e ascensão ao poder
A família Đinh é originária da aldeia de Hoa Lư, reino de Jinghai, na atual província de Ninh Bình, norte do Vietnã. O pai de Đinh Bộ Lĩnh, Đinh Công Trứ serviu tanto Dương Đình Nghệ quanto Ngô Quyền como governador de Hoan Châu (atual cidade de Vinh). De acordo com relatos chineses, Bộ Lĩnh sucedeu seu pai como duque de Hoan.  Seu pai morreu quando ele era criança e ele vivia com sua mãe e outros membros da família em um templo sagrado perto de uma montanha em Hoa Lư.   Đinh Bộ Lĩnh tinha uma irmã chamada Đinh Quế Hương.

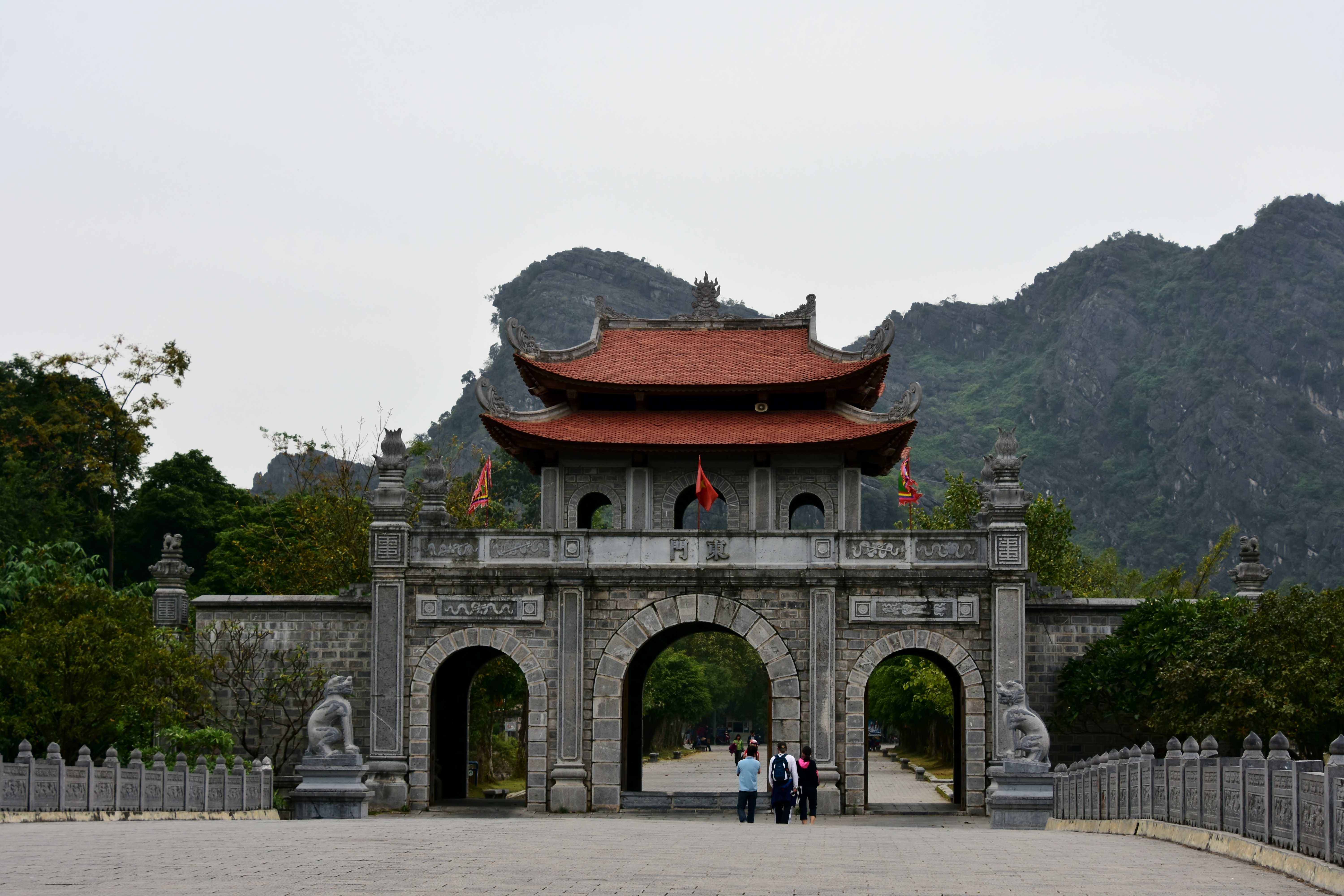
Hoa Lư, Ninh Binh

Mapa da divisão dos doze senhores da guerra antes da unificação

Por volta da década de 940, o jovem Đinh Bộ Lĩnh surgiu como um líder dos jovens da aldeia, que participavam de "jogos reais" nos quais Bộ Lĩnh era o rei. A tradição diz que ele os mandou coletar lenha para sua mãe, que matou um porco e preparou um banquete. Os moradores perceberam um futuro líder sombrio: "É melhor segui-lo agora, antes que seja tarde demais." Eles entregaram seus jovens a Bộ Lĩnh, e ele estabeleceu uma base na terra de seu tio, que se recusou a se submeter a ele. Bộ Lĩnh enviou seus amigos para atacar o tio, que o perseguiu, encontrou-o preso sob uma ponte desabada e quase pretendia matá-lo, mas então viu dois dragões amarelos voando acima. O tio se retirou e depois se submeteu a ele.  O historiador Oliver W. Wolters descreveu a história como um “homem de proezas” que possuía a “alma” própria de um chefe. 
Em 951, ele começou a desafiar a autoridade real da família governante Ngô. Dois reis, Ngô Xương Ngập e Ngô Xương Văn, enviaram uma força que tentou suprimir Bộ Lĩnh, que falhou, mas capturou o filho de Đinh Bộ Lĩnh, Đinh Liễn, como refém. Os dois reis suspenderam Lien em um poste à vista de Bộ Lĩnh e gritaram que ele seria morto a menos que Bộ Lĩnh se submetesse. Bộ Lĩnh respondeu com raiva: "Como um grande homem pode comprometer um grande negócio simplesmente por causa de seu filho?" Bộ Lĩnh ordenou que mais de dez flechas fossem atiradas na direção de Liễn. Os dois reis ficaram horrorizados e retiraram suas tropas. 
Depois que Đinh Liễn conseguiu escapar e retornou para Hoa Lư, Đinh Bộ Lĩnh foi convencer Trần Lãm, outro senhor da guerra que ocupou Bố Hải Khẩu (atual província de Thái Bình) como seu aliado.  Quando o rei Ngô Xương Văn foi morto durante uma batalha em 965 e o país caiu em guerras civis caóticas entre senhores da guerra, Đinh Bộ Lĩnh e Đinh Liễn comandaram seu exército para subjugar as tribos das terras altas e então tomaram a capital Cổ Loa no mesmo ano. Dois anos depois, ele derrotou ou submeteu todos os senhores da guerra e pacificou o país aos 43 anos. Em 967, Bộ Lĩnh atribuiu a seu filho Liễn o título de "Rei do Vietnã".  Único sobrevivente da família Ngô anterior, Ngô Nhật Khánh submeteu-se a Bộ Lĩnh, e deu uma de suas próprias filhas, a princesa Phất Kim em casamento com Nhật Khánh. Depois disso, Ngô Nhật Khánh pegou sua esposa e fugiu para o sul. Ele repreendeu o rosto dela e o ódio que sentia pelo pai dela, e foi exilado em Champá. 

### Período de governo

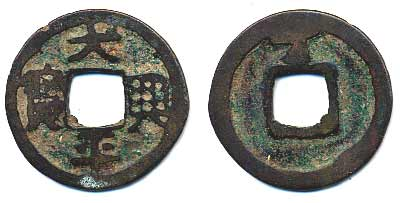
Thái Bình hưng bảo, as primeiras moedas nativas vietnamitas, feitas de cobre

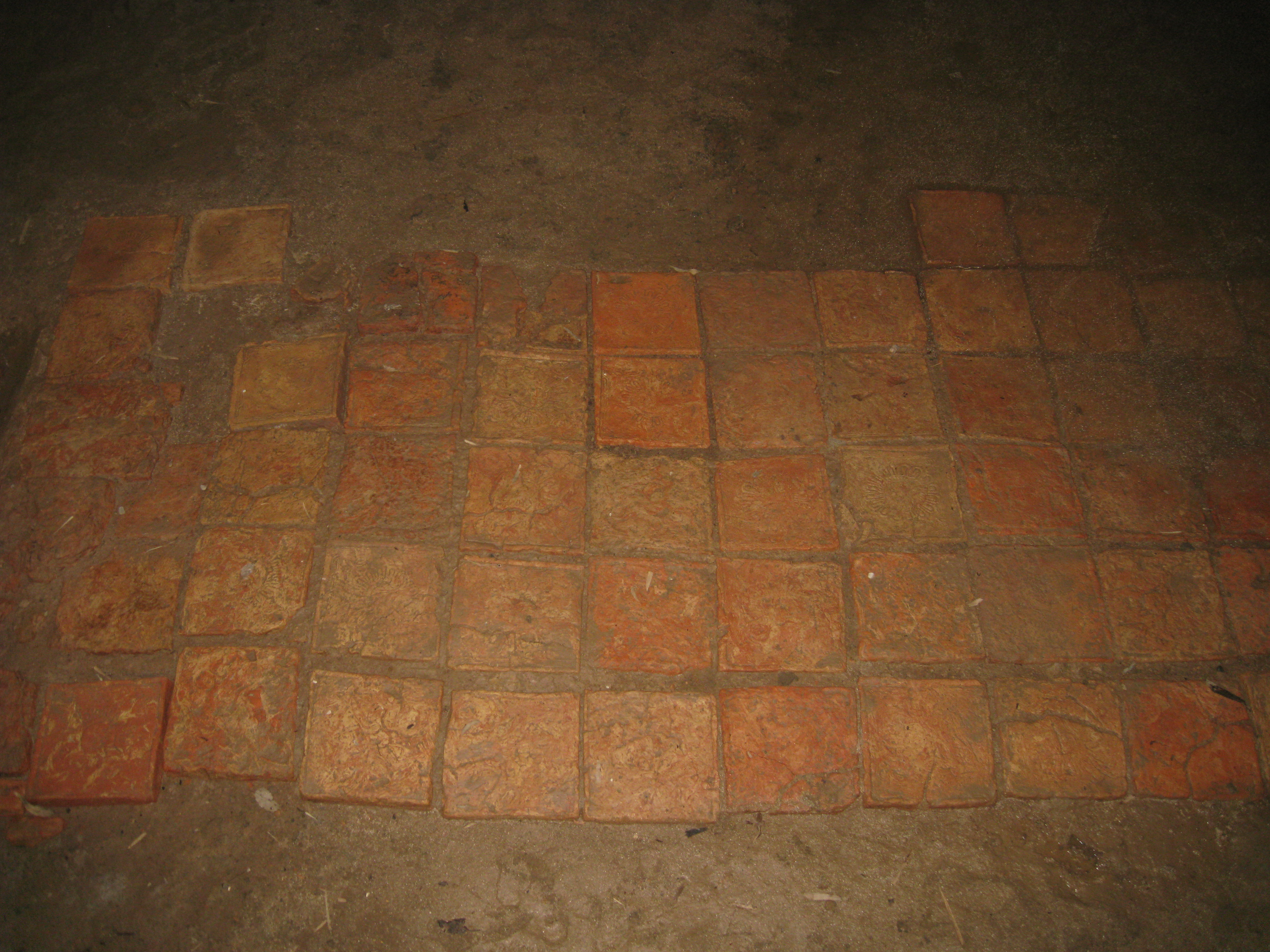
Ruínas subterrâneas do palácio real Hoa Lư.

Em 968, Đinh Bộ Lĩnh estabeleceu o reino de Đại Cồ Việt, transferiu a capital para sua casa em Hoa Lư. A princípio, ele se autodenominou Vạn Thắng Vương (Grande Rei Vencedor) e depois proclamou o título de imperador.  Em 970, Đinh Bộ Lĩnh fez seu reinado a era Thái Bình (chữ Hán: 太平), emitiu a mineração de moedas e iniciou a tradição das moedas vietnamitas.  Đinh Bộ Lĩnh estabeleceu 5 rainhas.  Em 971, Đinh Bộ Lĩnh publicou oficialmente suas nomeações para os principais cargos da corte. Nguyễn Bặc foi colocado à frente da nobreza, com o título de "Duque Estabelecido da Nação" (Định Quốc Công).  Lê Hoàn, um oficial militar de 35 anos de Ái (Thanh Hoá) foi nomeado comandante do exército real. 
A família Đinh estabeleceu a organização religiosa oficial ao incorporar taoístas e budistas em uma hierarquia administrativa.  Bộ Lĩnh concedeu títulos adicionais, como "Supervisor do Sacerdote Budista" aos monges graduados de Đại Việt, e em 971 atribuiu a posição mais alta do Budismo, a de grande preceptor (đại sư) pela reforma do Việt (khuông Việt), ao patriarca da seita Vô Ngôn Thông, Ngô Chân Lưu, que ocupou o cargo até sua morte quarenta anos depois.   Outro sacerdote budista, Trương Ma-ni, e um sacerdote taoísta, Đặng Huyền Quang, receberam o título de "Supervisor do Sacerdote Budista" ( Tăng lực đạo sĩ ) e "Majestade Nobre e Reta".  Đinh Bộ Lĩnh também estabeleceu santuários para os deuses da terra e da agricultura.  Em 973, o príncipe Đinh Liễn ergueu cem colunas de pedra ratanadhvaja contendo os sutras Uṣṇīṣa Vijaya Dhāraṇī (escritos em chinês clássico) para gerar méritos para ajudar a libertar o espírito de seu irmão falecido. Liễn estabeleceu outros cem pilares tântricos em 979, com o objetivo de obter uma perpetuação saudável do reino. Os esforços arqueológicos realizados entre 1963 e 1987 recuperaram 20 desses pilares de pedra. 
Em 972, Đinh Bộ Lĩnh enviou emissários de tributo, incluindo tecidos, chifres de rinoceronte, presas de elefante e chá perfumado para a dinastia Song da China. Os Song responderam enviando uma embaixada ao Dai Viet e concedendo o título de "Rei da Prefeitura de Jiaozhi" a Bộ Lĩnh; esse título foi dado aos monarcas vietnamitas pelos imperadores Song até 1174.  

### Assassinato e transição dinástica

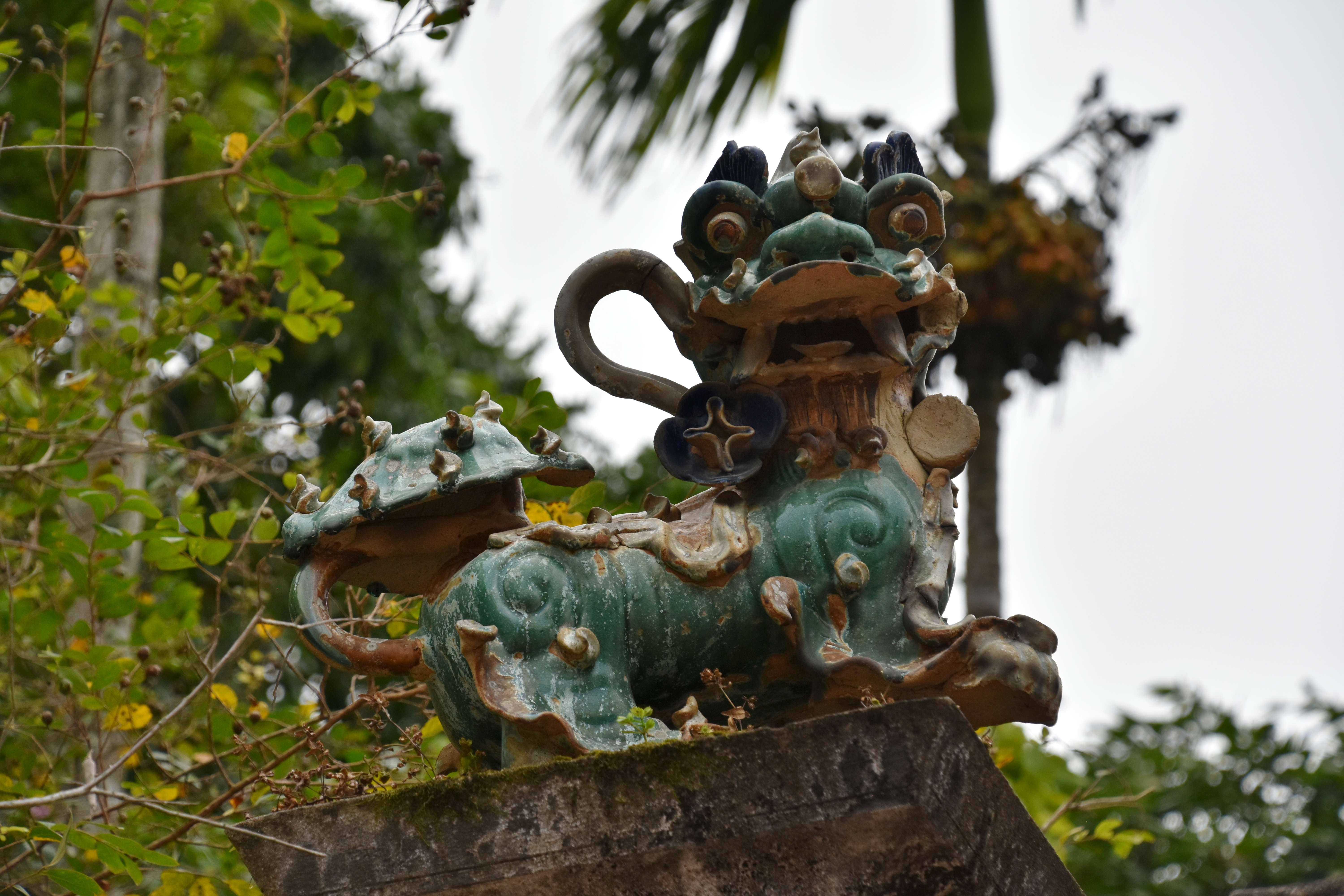
Estátua de leão no templo de Đinh Tiên Hoàng

Em outubro de 979, um eunuco chamado Đỗ Thích matou o imperador Đinh Bộ Lĩnh e o príncipe Đinh Liễn enquanto eles dormiam no palácio à noite. O general Lê Hoàn assumiu o poder como regente enquanto Đinh Toàn, de cinco anos de idade, ocupou o trono. Rebeliões eclodiram.  Nesse momento, os Song enviaram tropas sob o comando de Hou Renbao na tentativa de restaurar o trono do jovem príncipe. No entanto, a ameaça de nova intervenção chinesa no Vietnã fez com que autoridades da corte apoiassem a tentativa de Lê Hoàn de chegar ao poder. Eles o incentivaram a se tornar rei e estabelecer um governo mais estável, preparando-se para a invasão chinesa. Em 980, oficiais e generais se reuniram em Hoa Lư e a imperatriz Dương Vân Nga trouxe o manto do imperador para vestir Lê Hoàn, ofereceu-lhe o trono,  e posteriormente encerrou o governo da dinastia Đinh e transferiu o poder para a família Lê.

### Descendentes
Depois de 980, o filho deposto de Đinh Bộ Lĩnh, Đinh Toàn, ainda ocupava um cargo no exército. No entanto, em 1001, uma rebelião eclodiu em Phong (atual província de Phú Thọ), os rebeldes Mường encurralaram o exército real no rio Đà, e Đinh Toàn foi morto em seu barco. 

## Relações exteriores
De 970 a 975, Đinh Bộ Lĩnh estabeleceu o status de Đại Việt como um protetorado e estado tributário da dinastia Song para obter o reconhecimento chinês da independência de Đại Việt.    A relação tributária duraria até que o protetorado francês fosse estabelecido em 1883. 

## Legado
O clã Đinh foi a primeira dinastia vietnamita totalmente independente. Estes primeiros guerreiros-monarcas vietnamitas de Hoa Lư apoiaram o budismo vietnamita, uma vez que os monges se tornaram indispensáveis à família real. 

## Árvore genealógica
|                                      |                                      |                                      |                                      |                                      |                                      |                           |                           |                                          |                                          |                                                |                                                |                                                |                                                |                                                |                                                |                      |                      |                      |                      |                      |                      |                     |                     |                         |                         |                         |                         |                         |                         |  |  |  |  |  |  |
|                                      |                                      |                                      |                                      |                                      |                                      | Đinh Công Trứ n.877-m.940 | Đinh Công Trứ n.877-m.940 | Đinh Công Trứ n.877-m.940                | Đinh Công Trứ n.877-m.940                | Đinh Công Trứ n.877-m.940                      | Đinh Công Trứ n.877-m.940                      |                                                |                                                |                                                |                                                |                      |                      | Dương Tam Kha m.980  | Dương Tam Kha m.980  | Dương Tam Kha m.980  | Dương Tam Kha m.980  | Dương Tam Kha m.980 | Dương Tam Kha m.980 |                         |                         |                         |                         |                         |                         |  |  |  |  |  |  |
|                                      |                                      |                                      |                                      |                                      |                                      | Đinh Công Trứ n.877-m.940 | Đinh Công Trứ n.877-m.940 | Đinh Công Trứ n.877-m.940                | Đinh Công Trứ n.877-m.940                | Đinh Công Trứ n.877-m.940                      | Đinh Công Trứ n.877-m.940                      |                                                |                                                |                                                |                                                |                      |                      | Dương Tam Kha m.980  | Dương Tam Kha m.980  | Dương Tam Kha m.980  | Dương Tam Kha m.980  | Dương Tam Kha m.980 | Dương Tam Kha m.980 |                         |                         |                         |                         |                         |                         |  |  |  |  |  |  |
|                                      |                                      |                                      |                                      |                                      |                                      |                           |                           |                                          |                                          |                                                |                                                |                                                |                                                |                                                |                                                |                      |                      |                      |                      |                      |                      |                     |                     |                         |                         |                         |                         |                         |                         |  |  |  |  |  |  |
|                                      |                                      | Đinh Quế Hương                       | Đinh Quế Hương                       | Đinh Quế Hương                       | Đinh Quế Hương                       | Đinh Quế Hương            | Đinh Quế Hương            |                                          |                                          | Đinh Bộ Lĩnh n.924–m.979 Tiên Hoàng r.968－979 | Đinh Bộ Lĩnh n.924–m.979 Tiên Hoàng r.968－979 | Đinh Bộ Lĩnh n.924–m.979 Tiên Hoàng r.968－979 | Đinh Bộ Lĩnh n.924–m.979 Tiên Hoàng r.968－979 | Đinh Bộ Lĩnh n.924–m.979 Tiên Hoàng r.968－979 | Đinh Bộ Lĩnh n.924–m.979 Tiên Hoàng r.968－979 |                      |                      | Queen Dương m.1000   | Queen Dương m.1000   | Queen Dương m.1000   | Queen Dương m.1000   | Queen Dương m.1000  | Queen Dương m.1000  |                         |                         |                         |                         |                         |                         |  |  |  |  |  |  |
|                                      |                                      | Đinh Quế Hương                       | Đinh Quế Hương                       | Đinh Quế Hương                       | Đinh Quế Hương                       | Đinh Quế Hương            | Đinh Quế Hương            |                                          |                                          | Đinh Bộ Lĩnh n.924–m.979 Tiên Hoàng r.968－979 | Đinh Bộ Lĩnh n.924–m.979 Tiên Hoàng r.968－979 | Đinh Bộ Lĩnh n.924–m.979 Tiên Hoàng r.968－979 | Đinh Bộ Lĩnh n.924–m.979 Tiên Hoàng r.968－979 | Đinh Bộ Lĩnh n.924–m.979 Tiên Hoàng r.968－979 | Đinh Bộ Lĩnh n.924–m.979 Tiên Hoàng r.968－979 |                      |                      | Queen Dương m.1000   | Queen Dương m.1000   | Queen Dương m.1000   | Queen Dương m.1000   | Queen Dương m.1000  | Queen Dương m.1000  |                         |                         |                         |                         |                         |                         |  |  |  |  |  |  |
|                                      |                                      |                                      |                                      |                                      |                                      |                           |                           |                                          |                                          |                                                |                                                |                                                |                                                |                                                |                                                |                      |                      |                      |                      |                      |                      |                     |                     |                         |                         |                         |                         |                         |                         |  |  |  |  |  |  |
|                                      |                                      |                                      |                                      |                                      |                                      |                           |                           |                                          |                                          |                                                |                                                |                                                |                                                |                                                |                                                |                      |                      |                      |                      |                      |                      |                     |                     |                         |                         |                         |                         |                         |                         |  |  |  |  |  |  |
| Đinh Liễn n.940-m.979 Nam Việt vương | Đinh Liễn n.940-m.979 Nam Việt vương | Đinh Liễn n.940-m.979 Nam Việt vương | Đinh Liễn n.940-m.979 Nam Việt vương | Đinh Liễn n.940-m.979 Nam Việt vương | Đinh Liễn n.940-m.979 Nam Việt vương |                           |                           | Đinh Toàn m.974-n.1001 Phế Đế r.979－980 | Đinh Toàn m.974-n.1001 Phế Đế r.979－980 | Đinh Toàn m.974-n.1001 Phế Đế r.979－980       | Đinh Toàn m.974-n.1001 Phế Đế r.979－980       | Đinh Toàn m.974-n.1001 Phế Đế r.979－980       | Đinh Toàn m.974-n.1001 Phế Đế r.979－980       |                                                |                                                | Đinh Hạng Lang d.979 | Đinh Hạng Lang d.979 | Đinh Hạng Lang d.979 | Đinh Hạng Lang d.979 | Đinh Hạng Lang d.979 | Đinh Hạng Lang d.979 |                     |                     | Princesa Phất Kim d.980 | Princesa Phất Kim d.980 | Princesa Phất Kim d.980 | Princesa Phất Kim d.980 | Princesa Phất Kim d.980 | Princesa Phất Kim d.980 |  |  |  |  |  |  |